# ۷ مارس
۷ مارس شصت و ششمین (در سال‌های کبیسه شصت و هفتمین) روز سال در گاه‌شماری میلادی است. ۲۹۹ روز تا پایان سال باقی‌است.

## رویدادها
- ۱۸۷۶ – الکساندر گراهام بل موفق به ثبت اختراع خود شد. او اختراعش را تلفن نام‌گذاری کرد.
- ۱۹۰۰ – کشتی آلمانی «قیصر ویلهلم کبیر» اولین تلگراف بی‌سیم در تاریخ را به ساحل ارسال کرد.
- ۱۹۷۱ – شیخ مجیب‌الرحمن، رهبر سیاسی پاکستان شرقی (بنگلادش امروزی) سخنرانی تاریخی خود را در داکا انجام داد.
- ۱۹۸۶ – انفجار فضاپیمای چلنجر: غواصان کشتی یواس‌اس اس‌تی‌اس-۵۱-ال بازمانده چلنجر را در کف اقیانوس پیدا کردند.
- ۱۹۸۹ – ایران و بریتانیا بر سر قضیه کتاب آیات شیطانی سلمان رشدی قطع رابطه کردند.

## زادروزها
- ۱۹۸۷ – داگلاس دسوزا، بازیکن فوتبال اهل ژاپن